# امیرا ذوالقدری
امیرحسین ذوالقدری (زادهٔ١٢ دی ١٣٧٥) به نام مستعار امیرا ذوالقدری فعال سیاسی و کنشگر برابری جنسی و جنسیتی ایرانی ساکن کانادا است .

## زندگی‌نامه
امیرا ذوالقدری، فعال سیاسی و کنشگر برابری جنسی و جنسیتی ایرانی ساکن کانادا است .وی در ابتدا به ترکیه و بعد به کانادا مهاجرت کرد و هم اکنون در رشته جنسیت و زنان تحصیل می کند. در ایران به عنوان همجنسگرا آشکارسازی کرد و بعد از مهاجرت خودش را به عنوان یک زن ترنس شناخت.

### حمله های سایبری جمهوری اسلامی
در پی تهدید ها و فشار های افراد و نهاد های مرتبط به جمهوری اسلامی صفحه رسمی اینستاگرام وی حذف شد و با پیگیری های رسانه ای دوباره به روال سابق برگشت.

## فعالیت ها
او از ابتدا دوره نوجوانی و پس از مهاجرت تا اکنون نیز در حال مبارزه با همجنسگرا ستیزی ومقابله با اعدام ها و رشد اسلامگرایان افراطی فعالیت می کند. او در گفت و گو با مسیح علینژاد به سرکوب و اعدام های خاموش جامعه کوییر در ایران اشاره میکند همچنین او اولین همجنسگرایی است که مستند تبلت از طریق فعالیت های او در ایران تولید شده است. وی در اقدامی به اعتصاب غذا در اعتراض به گسترش اسلامگرایی در مراکز آموزشی غرب میپردازد.
اعتراض و اقدام اجتماعی جهت جلوگیری از اعدام های دسته جمعی جمهوری اسلامی
در اعتراضات زن زندگی آزادی نیز او وجمعی دیگر از کنشگران جامعه ال جی بی تی بیانیه مشترک و منشور اخلاقی علیه موج سرکوب ها منتشر کردند.

## منبع
1. ↑  «خودشناسی، مسیر سخت و طولانی زندگی‌ امیرا ذوالقدری». ایران وایر. ۲۴ شهریور ۱۴۰۱.
2. ↑  "Forbidden Love In Iran". HuffPost (به انگلیسی). 2015-11-04. Retrieved 2024-08-28.
3. ↑  «در جدال با خود/ امیر حسین ذوالقدری». خبرگزاری هرانا. دریافت‌شده در ۲۰۲۴-۰۸-۲۸.
4. ↑  «A common enemy is creating unity between Jewish and Iranian communities in Canada». The Canadian Jewish News (به انگلیسی). ۲۰۲۴-۰۸-۱۹. دریافت‌شده در ۲۰۲۴-۰۸-۲۸.
5. ↑  «تشدید حملات ارتش سایبری جمهوری اسلامی به فعالان رنگین‌کمانی». ایران وایر.
6. ↑  «امیرا ذوالقدری». شش رنگ. ۲۰۲۲-۰۱-۲۵. دریافت‌شده در ۲۰۲۴-۰۸-۲۸.
7. ↑  "خراب‌کاری سایبری برای مقابله با ما گفت و گو با امیرا ذوالقدری". تریبون زمانه (به انگلیسی). Retrieved 2024-08-28.
8. ↑  شایا گلدوست (۲۶ خرداد ۱۴۰۳). «روایت تلاش یک رنگین‌کمانی در برابر متعصب‌ها، گفتگو با امیرا ذوالقدری». ایران وایر.
9. ↑  «خطر استرداد زن ترنس از ترکیه به ایران و اعدام او/ گفت‌وگو با امیرا ذوالقدری». ایران اینترنشنال. دریافت‌شده در ۲۰۲۴-۰۸-۲۸.
10. ↑  گفتگوی تبلتی با امیرا ذوالقدری درباره صدور حکم اعدام برای دو مدافع حقوق دگرباشان جنسی و جنسیتی, 2022-09-15, retrieved 2024-08-28
11. ↑  A، M. (۲۰۲۴-۰۶-۱۸). «اعتصاب غذای امیرا ذوالقدری در اعتراض به اسلامگرایان پرو-حماس و حمایت از انقلاب زن زندگی آزادی». سازمان جوانان کمونیست. دریافت‌شده در ۲۰۲۴-۰۸-۲۸.
12. ↑  «بایگانی‌های امیرا ذوالقدری». تلویزیون کانال جدید | KANAL JADID. ۲۰۲۳-۰۵-۲۵. دریافت‌شده در ۲۰۲۴-۰۸-۲۸.
13. ↑  «بیانیه فعالان حوزه برابری جنسی و جنسیتی درباره وضعیت وخیم زندانیان زن». www.radiozamaneh.com. ۲۰۲۲-۰۸-۲۶. دریافت‌شده در ۲۰۲۴-۰۸-۲۸.
14. ↑  shams80، shirin (۲۰۲۳-۰۵-۱۷). «بیانیه مشترک فعالین و تشکل‌های رنگین‌کمانی علیه موج اخیر اعدامها در ایران». Women Revolution - انقلاب زنانه. دریافت‌شده در ۲۰۲۴-۰۸-۲۸.